# Steeg

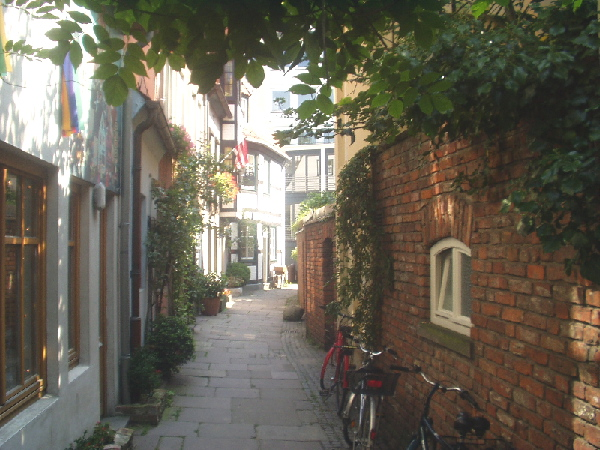
steeg in Bremen (Schnoor)

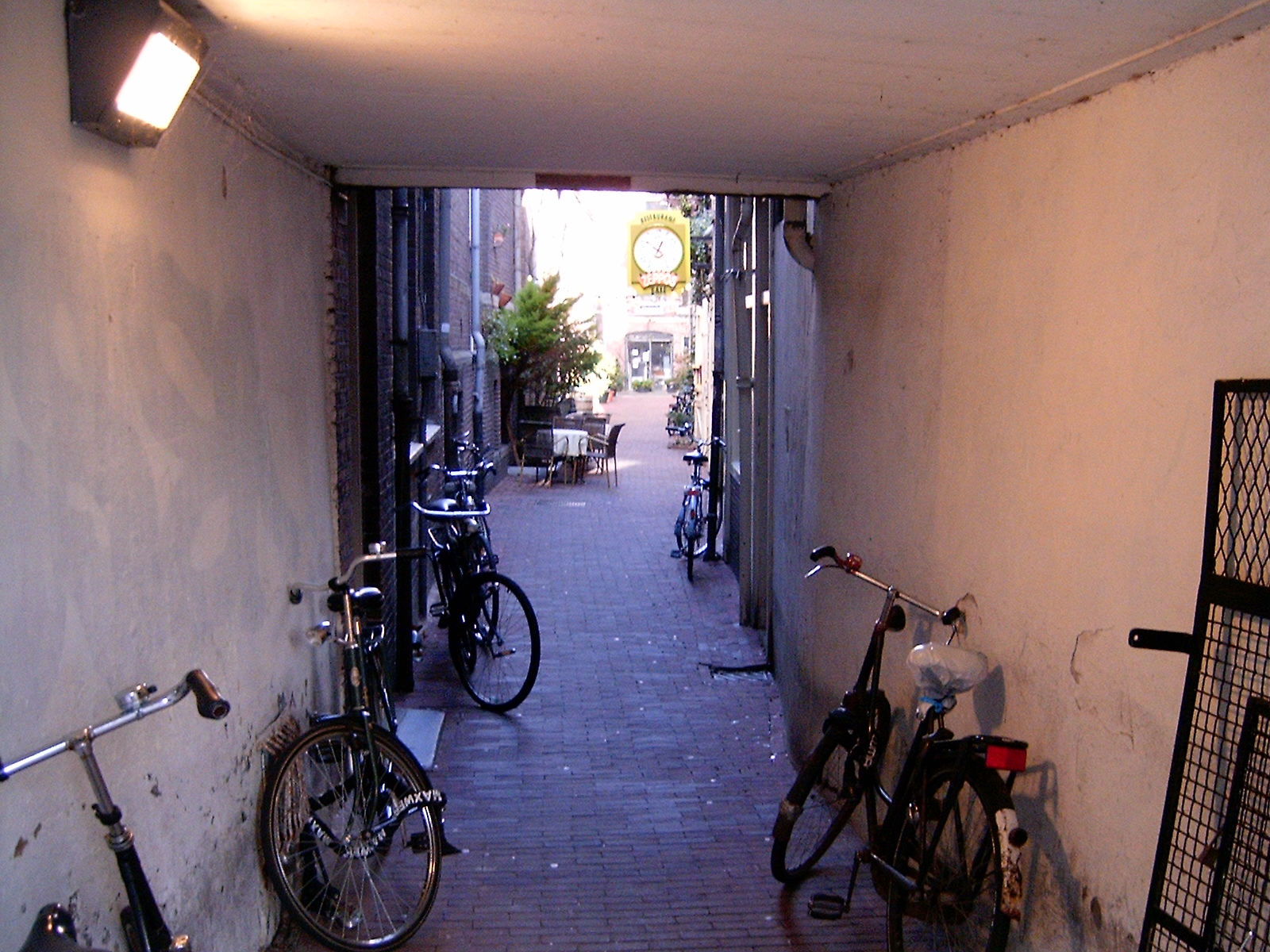
steeg in Amsterdam

Een steeg is een smalle straat in een bebouwde omgeving of een smalle landweg op het platteland. Ze hebben geen functie voor doorgaand verkeer.
In steden die een grotendeels middeleeuws stratenpatroon hebben, zoals de binnenstad van Amsterdam, waren van oudsher veel stegen. Ze ontsloten oorspronkelijk de open ruimte achter gebouwen aan straten en grachten. Deze werd in de loop der tijd dikwijls volgebouwd met werkplaatsen en pakhuizen die later vanwege de bevolkingsgroei weer werden verbouwd tot grote aantallen zeer eenvoudige eenkamerwoninkjes. Nog aanwezig zijnde stegen hebben vaak een breedte van enkele meters. In het verleden maten ze meestal niet meer dan 1 à 2 meter terwijl er ook bekend zijn van 40 centimeter breed. Smalle stegen werden ook wel snijding, scheur of osendrop genoemd. Die laatste was primair aanwezig ten behoeve van de hemelwater afvoer.
De minvermogenden, het grootste deel van de bevolking, woonden tot 1900 en ook nog wel erna massaal aan stegen, gangen en sloppen. De delen van een stad of dorp met stegen werden vaak aangeduid als achterbuurt of sloppenwijk. Ook in kleinere plaatsen waren stegen waar mensen van lage stand in primitieve omstandigheden dicht opeen leefden heel gewoon.
Een al in de zestiende eeuw bekende uitdrukking zegt dat "men stegen voor straten moet kennen". Daarmee werd bedoeld dat men onderscheid diende te maken tussen mensen van verschillende rang en stand en daarmee rekening moest houden.
Regionale benamingen voor een steeg, gang of slop zijn:
- gas - Nijmegen
- ginkien - Urk[2]
- glop - Hoorn, Enkhuizen, Alkmaar, Terschelling, Texel, Oost-Vlieland
- steiger - Enkhuizen
- gats - Limburg